# Épisodes de Harper's Island
Cet article présente les épisodes de la série télévisée Harper's Island.
Fait intéressant, le titre de chaque épisode est l'onomatopée produite par la mort de l'un des personnages lors de l'épisode en question. De un à cinq personnages meurent au cours de chaque épisode, ces derniers se clôturant toujours par un décès. Cela étant, toutes les morts ne sont pas des meurtres, étant donné que l'on assiste de temps à autre à un accident ou un suicide.

## Épisodes

### Épisode 1:Bienvenue sur l'île maudite
- États-Unis : le 9 avril 2009 sur CBS
- Québec : le 25 mai 2010 sur Ztélé

- Richard Burgi (Thomas Wellington)
- Victor Webster (Hunter Jennings)
- Dean Cechvala (J.D. Dunn)
- Matt Barr (Christopher Sullivan)
- Harry Hamlin (Marty Dunn)
- Gina Holden (Shea Allen)
- David Lewis (Richard Allen)
- Cassandra Sawtell (Madison Allen)
- Claudette Mink (Katherine Wellington)
- Brandon Jay McLaren (Danny Brooks)
- Chris Gauthier (Malcolm Ross)
- Sean Rogerson (Joel Booth)
- Amber Borycki (Beth Barrington)
- Sarah Smyth (Lucy Daramour)
- Ben Cotton (Shane Pierce)
- Anna Mae Routledge (Kelly Seaver)
- Ali Liebert (Nikki Bolton)
- Beverly Elliot (Maggie Krell)
- Clint Carlton (Ben Wellington)

- Ben Wellington : Le cousin Ben meurt au tout début de l'épisode. Attaché par le tueur en dessous du bateau qui part vers l'île avec un masque à oxygène, il se fait déchiqueter la tête lorsque le bateau part et que les pales se mettent en route (ce qui produit le bruit ayant pour onomatopée Whap).
- Marty Dunn : Oncle Marty meurt à la fin de l'épisode. Il se fait découper en deux à la machette par le tueur.

### Épisode 2:La Corde
- États-Unis : le 16 avril 2009 sur CBS
- Québec : le 1er juin 2010 sur Ztélé

- Richard Burgi (Thomas Wellington)
- Victor Webster (Hunter Jennings)
- Dean Cechvala (J.D. Dunn)
- Matt Barr (Christopher Sullivan)
- Gina Holden (Shea Allen)
- David Lewis (Richard Allen)
- Cassandra Sawtell (Madison Allen)
- Claudette Mink (Katherine Wellington)
- Brandon Jay McLaren (Danny Brooks)
- Chris Gauthier (Malcolm Ross)
- Sean Rogerson (Joel Booth)
- Amber Borycki (Beth Barrington)
- Sarah Smyth (Lucy Daramour)
- Ben Cotton (Shane Pierce)
- Anna Mae Routledge (Kelly Seaver)
- Ali Liebert (Nikki Bolton)
- Beverly Elliot (Maggie Krell)
- Terrence Kelly (révérend Fain)

- Révérend Fain : Après être tombé dans un piège, le révérend Fain se fait décapiter par le tueur.
- Kelly Seaver : Kelly est retrouvée pendue chez elle vers la fin de l'épisode. On ignore s'il s'agit d'un suicide ou d'un meurtre, bien que quelques indices tendent vers le meurtre.
- Lucy Daramour : À la fin de l'épisode, Lucy tombe dans un trou creusé par le tueur (ce qui produit le bruit Crackle). Incapable d'en sortir, Lucy ne peut qu'assister, impuissante, à sa mort : le tueur l'arrose copieusement d'essence et jette une allumette...

### Épisode 3:Le Fusil
- États-Unis : le 23 avril 2009 sur CBS
- Québec : le 8 juin 2010 sur Ztélé

- Richard Burgi (Thomas Wellington)
- Victor Webster (Hunter Jennings)
- Dean Cechvala (J.D. Dunn)
- Matt Barr (Christopher Sullivan)
- Jay Brazeau (Dr Ike Campbell)
- Gina Holden (Shea Allen)
- David Lewis (Richard Allen)
- Cassandra Sawtell (Madison Allen)
- Claudette Mink (Katherine Wellington)
- Brandon Jay McLaren (Danny Brooks)
- Chris Gauthier (Malcolm Ross)
- Sean Rogerson (Joel Booth)
- Amber Borycki (Beth Barrington)
- Ben Cotton (Shane Pierce)
- Anna Mae Routledge (Kelly Seaver)
- Ali Liebert (Nikki Bolton)

- Hunter Jennings : En pleine mer dans son jet, Hunter tombe en panne. C'est en essayant d'ouvrir le moteur que le piège du tueur se déclenche : une carabine cachée lui tire en plein visage (Ka-Blam).

### Épisode 4:Le Revolver
- États-Unis : le 2 mai 2009 sur CBS
- Québec : le 15 juin 2010 sur Ztélé

- Richard Burgi (Thomas Wellington)
- Matt Barr (Christopher Sullivan)
- Gina Holden (Shea Allen)
- David Lewis (Richard Allen)
- Cassandra Sawtell (Madison Allen)
- Claudette Mink (Katherine Wellington)
- Brandon Jay McLaren (Danny Brooks)
- Chris Gauthier (Malcolm Ross)
- Sean Rogerson (Joel Booth)
- Amber Borycki (Beth Barrington)
- Ali Liebert (Nikki Bolton)
- Beverly Elliot (Maggie Krell)
- Chilton Crane (Karena, la voyante)

- Joel Booth : Alors qu'il marchait dans la forêt en pleine nuit avec une arme à la main, Booth remarque la présence de Ross qui le suivait discrètement. Il prend alors peur, sursaute et se tire accidentellement dans la cuisse (Bang). Incapable d'appeler des secours, Ross ne peut que voir son ami mourir d'hémorragie, il rentre chez lui peu après, puis Ttris alcoolisé tombe dans la piscine et coule au fond,alors que le tueur referme la bâche sur elle, elle ne peut plus remonter et est faite prisonnière, Richard et Henry viennent la sauver de justesse de la noyade et la ranime en lui faisant du bouche-à-bouche, ce qui conclut l'épisode.

### Épisode 5:Le Couperet
- États-Unis : le 9 mai 2009 sur CBS
- Québec : le 22 juin 2010 sur Ztélé

- Richard Burgi (Thomas Wellington)
- Dean Cechvala (J.D. Dunn)
- Matt Barr (Christopher Sullivan)
- Gina Holden (Shea Allen)
- David Lewis (Richard Allen)
- Cassandra Sawtell (Madison Allen)
- Claudette Mink (Katherine Wellington)
- Brandon Jay McLaren (Danny Brooks)
- Chris Gauthier (Malcolm Ross)
- Amber Borycki (Beth Barrington)
- Beverly Elliot (Maggie Krell)
- Nicholas Carella (Patrick Lillis)
- Dean Wray (Cole Harkin)

- Thomas Wellington : Durant les toutes dernières secondes de l'épisode, on assiste à la répétition du mariage de Trish et d'Henry. M. Wellington accompagne sa fille à l'autel, tandis qu'Abby actionne l'interrupteur pour la lumière. En fait, l'interrupteur déclenche un autre piège du tueur : il fait tomber une lame cachée dans le chandelier sur le crâne de M. Wellington (Thwack) qui se trouvait en dessous.

### Épisode 6:Le Harpon
- États-Unis : le 23 mai 2009 sur CBS
- Québec : le 29 juin 2010 sur Ztélé

- Jay Brazeau (Dr Ike Campbell)
- Dean Cechvala (J.D. Dunn)
- Matt Barr (Christopher Sullivan)
- Gina Holden (Shea Allen)
- David Lewis (Richard Allen)
- Cassandra Sawtell (Madison Allen)
- Claudette Mink (Katherine Wellington)
- Brandon Jay McLaren (Danny Brooks)
- Chris Gauthier (Malcolm Ross)
- Amber Borycki (Beth Barrington)
- Ali Liebert (Nikki Bolton)
- Beverly Elliot (Maggie Krell)
- Nicholas Carella (Patrick Lillis)
- Dean Wray (Cole Harkin)

- Richard Allen : C'est en passant un coup de fil à son avocat que Richard se fait harponner par derrière par le tueur (Sploosh) lors des derniers instants de l'épisode.

### Épisode 7:L'Incinérateur
- États-Unis : le 30 mai 2009 sur CBS
- Québec : le 6 juillet 2010 sur Ztélé

- Jay Brazeau (Dr Ike Campbell)
- Dean Cechvala (J.D. Dunn)
- Matt Barr (Christopher Sullivan)
- Gina Holden (Shea Allen)
- Cassandra Sawtell (Madison Allen)
- Brandon Jay McLaren (Danny Brooks)
- Chris Gauthier (Malcolm Ross)
- Amber Borycki (Beth Barrington)
- Ali Liebert (Nikki Bolton)
- Nicholas Carella (Patrick Lillis)
- Dean Wray (Cole Harkin)
- Aaron Pearl (Garrett)
- Sarah-Jane Redmond (Sarah Mills)

- Malcolm Ross : En faisant brûler l'argent dans le four crématoire, Ross se fait frapper par derrière par le tueur (Thrack). Son sang gicle un peu partout (Splat), et par réflexe, il attrape le four, ce qui lui brûle la main (Sizzle). Cette mort clôt l'épisode.

### Épisode 8:La Flèche
- États-Unis : le 6 juin 2009 sur CBS
- Québec : le 13 juillet 2010 sur Ztélé

- Dean Cechvala (J.D. Dunn)
- Matt Barr (Christopher Sullivan)
- Gina Holden (Shea Allen)
- David Lewis (Richard Allen)
- Cassandra Sawtell (Madison Allen)
- Claudette Mink (Katherine Wellington)
- Brandon Jay McLaren (Danny Brooks)
- Amber Borycki (Beth Barrington)
- Ben Cotton (Shane Pierce)
- Beverly Elliot (Maggie Krell)
- Dean Wray (Cole Harkin)
- Aaron Pearl (Garrett)

- Adjoint Garrett : Garrett se fait tirer dessus par le tueur au commissariat, à côté des cellules où sont enfermés J.D. et Shane.
- Cole Harkin : Le tueur tire deux flèches sur Harkin. La première lui cloue l'épaule à sa maison en flammes, et la seconde, tirée en plein cœur, l'achève.
- J.D. Dunn : À la fin de l'épisode, Abby découvre J.D. agonisant. Il a été éventré par le tueur, et il vit ses derniers instants, s'étouffant quasiment dans son sang (Gurgle).

### Épisode 9:Le Sécateur
- États-Unis : le 13 juin 2009 sur CBS
- Québec : le 20 juillet 2010 sur Ztélé

- Dean Cechvala (J.D. Dunn)
- Matt Barr (Christopher Sullivan)
- Gina Holden (Shea Allen)
- Cassandra Sawtell (Madison Allen)
- Claudette Mink (Katherine Wellington)
- Brandon Jay McLaren (Danny Brooks)
- Amber Borycki (Beth Barrington)
- Ben Cotton (Shane Pierce)
- Beverly Elliot (Maggie Krell)

- Beth Barrington : Une moitié du cadavre de Beth est découvert par Sully et Danny. Elle a été découpée en deux à la machette par le tueur.
- Katherine Wellington : À la fin de l'épisode, Shane découvre en même temps que le téléspectateur que Katherine est morte. Le tueur l'a discrètement poignardée avec un sécateur en le plantant derrière le sofa où elle était assise. Son sang coule sur le canapé en soie, ce qui produit l'onomatopée Seep.

### Épisode 10:Le Piège
- États-Unis : le 20 juin 2009 sur CBS
- Québec : le 27 juillet 2010 sur Ztélé

- Matt Barr (Christopher Sullivan)
- Callum Keith Rennie (John Wakefield)
- Gina Holden (Shea Allen)
- Cassandra Sawtell (Madison Allen)
- Claudette Mink (Katherine Wellington)
- Brandon Jay McLaren (Danny Brooks)
- Ben Cotton (Shane Pierce)
- Beverly Elliot (Maggie Krell)
- Ali Liebert (Nikki Bolton)
- Michael Rogers (Darryl Riggens)
- Julia Anderson (Tyra Coulter)

- Darryl Riggens et Tyra Coulter : Alors qu'ils arrivaient sur l'île en hydravion, les officiers Riggens et Coulter se font tirer dessus par le tueur.
- Maggie Krell : Au cours de l'épisode, Maggie décide de prendre la fuite. Un peu plus tard, ce qu'il reste des survivants découvre son cadavre pendu derrière une fenêtre.
- Charlie Mills : Le Shérif Mills meurt à la fin de l'épisode, pendu sous les yeux d'Abby. La corde qui se tend produit l'onomatopée Snap.

### Épisode 11:La Lame
- États-Unis : le 27 juin 2009 sur CBS
- Québec : le 3 août 2010 sur Ztélé

- Matt Barr (Christopher Sullivan)
- Callum Keith Rennie (John Wakefield)
- Gina Holden (Shea Allen)
- Cassandra Sawtell (Madison Allen)
- Brandon Jay McLaren (Danny Brooks)
- Ben Cotton (Shane Pierce)
- Ali Liebert (Nikki Bolton)
- Nicholas Carella (Patrick Lillis)

- Nikki Bolton : Nikki se fait poignarder à mort à la machette par le tueur en essayant de lui tirer dessus au fusil à pompe.
- Shane Pierce : Shane se fait poignarder à mort à la machette par le tueur en tentant de gagner du temps pour que les autres survivants s'enfuient.
- Patrick Lillis : le cadavre de Lillis est retrouvé par les autres dans l'église. Il a manifestement été égorgé par le tueur.
- Cal Vandeusen : Cal meurt à la fin de l'épisode en essayant de protéger Chloe des assauts du tueur. Ce dernier le poignarde à la machette et jette son cadavre dans les gorges en contrebas (Splash).
- Chloe Carter : À la fin de l'épisode, après avoir vu Cal se faire assassiner de manière gore par le tueur qui décide ensuite de s'en prendre à elle, Chloe décide de se suicider en se jetant dans les gorges en contrebas (Splash), rejoignant ainsi son fiancé.

### Épisode 12:Le Couteau
- États-Unis : le 11 juillet 2009 sur CBS
- Québec : le 10 août 2010 sur Ztélé

- Matt Barr (Christopher Sullivan)
- Callum Keith Rennie (John Wakefield)
- Gina Holden (Shea Allen)
- Cassandra Sawtell (Madison Allen)
- Brandon Jay McLaren (Danny Brooks)

- Danny Brooks : C'est en s'échappant de la cellule d'emprisonnement où le groupe de survivants l'a enfermé que Wakefield attaque, puis tue Danny Brooks en empalant sa tête sur un coupe-papier.
- Patricia Wellington : Trish, habillée de sa robe de mariée, se fait poignarder par le second tueur à la fin de l'épisode. Elle rend son dernier souffle (Gasp) dans les bras de ce dernier.

### Épisode 13:Le Coup de grâce
- États-Unis : le 11 juillet 2009 sur CBS
- Québec : le 17 août 2010 sur Ztélé

- Matt Barr (Christopher Sullivan)
- Callum Keith Rennie (John Wakefield)
- Gina Holden (Shea Allen)
- Cassandra Sawtell (Madison Allen)
- Brandon Jay McLaren (Danny Brooks)
- Sarah-Jane Redmond (Sarah Mills)
- Ava Hughes (Abby enfant)
- Alex Ferris (Henry enfant)
- Ryan Grantham (J.D. enfant)
- Chris Gauthier (Malcolm Ross)
- Sean Rogerson (Joel Booth)

- Christopher Sullivan : Sully se fait poignarder par derrière par le tueur en essayant d'aller à la rencontre des secours.
- John Wakefield : Wakefield se fait poignarder en plein cœur par le second tueur.
- Henry Dunn : Henry se fait poignarder à la machette à la fin de l'épisode. En mourant, il soupire (Sigh) pour la personne qui l'a tué.